# Quisqueya (phong lan)
Quisqueya là một chi thực vật có hoa trong họ Lan.